# Stenolena hawaiensis
Stenolena hawaiensis är en musselart som beskrevs av Dall, Bartsch och Alfred Rehder 1938. Stenolena hawaiensis ingår i släktet Stenolena och familjen blåmusslor. Inga underarter finns listade i Catalogue of Life.